# الفبای گیلکی
الفبای گیلکی دارای ۳۳ حرف است که مجموعه‌ای از تلفیق و آمیزش آنچه پاینده لنگرودی در کتاب فرهنگ گیل و دیلم خود آورد و بعد از آن، تأثیر بسیار زیادی که مجله گیله‌وا بر آثار مکتوب گیلکی گذاشت و در نهایت خط پیشنهادی گیلکی که به صورت منسجم و کامل اولین بار در سایت ورگ منتشر شد.
سامانهٔ نوشتاری این خط همچون کردی و فارسی و … به خط عربی است.
آوای هر کدام از حروف به شرح زیر است:
((  ٚ )):صدای شوای انگلیسی/ə/ را می دهد یعنی حرفی صدادار بین ( آ ) و ( اَ )؛ همچنین بسیار پر کاربرد است؛ همانند واژگان وٚرگ:گرگ، گٚمٚج:کوزه ی سفالی و گلی و…. البته همانند فتحه،کسره و ضمه این حرف معمولا نوشته نمی شود.
(( آ )):دقیقا صدای آ فارسی/ɒ/ را می دهد.
(( أ )):صدایی شبیه به فتحه ولی با دهان بسته تر دارد/ä/ .مانند کلمه ی زأی به معنای بچه.
(( ا )): می تواند صدای فتحه/a/،کسره/e/ /e/ و آ /ɒ/ را بدهد مانند اسب و انتقام.
(( ب )):مانند ب /b/ در فارسی است.مانند بارام:پرچم.
(( پ )): صدایی کاملا شبیه به پ /p/ در فارسی دارد که مثالش واژه ی پيچا، که یعنی گربه.
(( ت،ط )): صدای ت و ط /t/ را در فارسی دارند مانند کلمه ی تي که به معنای مال تو،برای تو است.
(( ث،س،ص )): مثل حروف ث،س و ص /s/ در ثریا،سبز و صدا که با معادل فارسی شان یکسان هستند.
(( ج )): مثل حرف اشافه ی گیلکی ( جه ) که نقش دستوری ای همانند ( از ) در فارسی دارد./dʒ/
(( چ )): مثل چي در فارس و گیلکی./tʃ/
(( ح،ه )): صدایی مانند ح و ه /h/ در فارسی دارند.البته مانند الفبای عربی و فارسی حرف ( ه ) می تواند صدای کسره /e/ را هم بدهد. مانند ستاره.
(( خ )): صدایی مثل خ /x/ در فارسی دارد.
(( د )): مثال دال در فارسی /d/ است. 
((ذ،ز،ض،ظ )): آوایی دقیقا مشابه معادل هایشان در فارسی دارند /z/.
(( ر )): مانند معادل فارسی اش صدای /ɾ/ دارد که با حرف ( Rr ) در انگلیسی متفاوت اند.
(( ژ )): مانند ژ در فارسی آوای /ʒ/ را نمايش می دهند.
(( ش )): مانند لغت ش در واژه ی شیر، صدای /ʃ/ را دارد.
(( ع )): صدایی مانند عین در فارسی دارد که با عین در عربی متفاوت اند زیرا  این حرف در گیلکی و فارسی تنها یک توقف حلقی است /'/ ولی عربی آن یک حرف بی صدا یا مصوت با آوای /ʔ/ است.
(( غ،ق )): نسبت به قاف و غین در فارسی /q/ نرم تر تلفظ می شوند./q~ʁ/
(( ف )): مانند حرف ف در فارسی صدای /f/ دارد.
(( ک )) صدایی نرم تر از کاف در فارسی دارد.
(( گ )): همانند کاف و قاف نرم تر از معادل فارسی اش ادا می شود.
(( ل )): مانند لام در واژه ی لامسه صدای /l/ دارد.
(( م )): مانند لغت مار که به معنای مادر است نشان دهنده ی حرف /m/ است.
(( ن )): صدای /n/ را نشان می دهد.
(( و )): صدای واو دا در لغت ولرم دارد /v/.
(( ۊ )): صدای واو را در واژه ی مورچه دارد/u/.البته صدایی دیگر دارد که آوایی بین /i/ و /u/ دارد. /ü/
(( ؤ )): صدای حرف واو را در واژه ی نوک دارد./o/
⸨ ی )): صدای حرف ی در لغت یال دارد./j/
⸨ ي )): صدای ای در لغت ایران دارد./i/
⸨ ئ )): برخلاف معادل فارسی اش که یک مصوت است یک صامت را نشان می دهد.این حرف صدا دار مانند صدای کسره ای است که دهان بسته تر است./ɛ/
| الفبای گیلکی |    |   |    |   |   |
| ˇ            | آ  | أ | ا  | ب | پ |
| ت            | ‌ ث | ج | چ  | ح | خ |
| د            | ‌ ز | ر | ‌ ز | ژ | س |
| ش            | ص  | ض | ط  | ظ | ع |
| غ            | ف  | ق | ک  | گ | ل |
| م            | ن  | و | ۊ  | ؤ | ي |
| ى            | ئ  | ه |    |   |   |

| ردیف | نام حرف  | حرف     |
| ---- | -------- | ------- |
| ۱    | کۊجی هفت | ˇ       |
| ۲    | ألیف     | آ، أ، ا |
| ۳    | بي       | ب       |
| ۴    | پي       | پ       |
| ۵    | تي       | ت       |
| ۶    | ثي       | ث       |
| ۷    | جام      | ج       |
| ۸    | چي       | چ       |
| ۹    | حي       | ح       |
| ۱۰   | خي       | خ       |
| ۱۱   | دال      | د       |
| ۱۲   | ذال      | ذ       |
| ۱۳   | ري       | ر       |
| ۱۴   | زي       | ز       |
| ۱۵   | ژي       | ژ       |
| ۱۶   | سین      | س       |
| ۱۷   | شین      | ش       |
| ۱۸   | صات      | ص       |
| ۱۹   | ضات      | ض       |
| ۲۰   | طأی      | ط       |
| ۲۱   | ظأی      | ظ       |
| ۲۲   | عین      | ع       |
| ۲۳   | غین      | غ       |
| ۲۴   | فی       | ف       |
| ۲۵   | قاف      | ق       |
| ۲۶   | کاف      | ک       |
| ۲۷   | گاف      | گ       |
| ۲۸   | لام      | ل       |
| ۲۹   | میم      | م       |
| ۳۰   | نۊن      | ن       |
| ۳۱   | وؤ       | و، ۊ، ؤ |
| ۳۲   | یه       | ی، ی، ئ |
| ۳۳   | هيٚ گرد   | ه       |